# Kuujjuaq
Kuujjuaq jest największą inuicką wioską w Nunavik w północnym Quebecu (Kanada). Znajduje się w administracji regionalnej Kativik w regionie administracyjnym Nord-du-Québec. Nazwa oznacza "wielką rzekę". Osada jest dostępna drogą lotniczą a w niektórych miesiącach również drogą wodną.

## Geografia
Kuujjuaq jest ulokowany nad rzeką Koksoak w odległości 50 km od zatoki Ungawa. Fale  występujące na rzece regularnie zmieniają lokalny krajobraz. 

## Flora i fauna
W Kuujjuaq, ze względu na klimat umiarkowany chłodny panuje tajga. Bagniste tereny są porośnięte głównie przez świerki czarne i modrzewie. W sierpniu i wrześniu stada jeleni mijają osadę podczas swych corocznych migracji.

## Historia

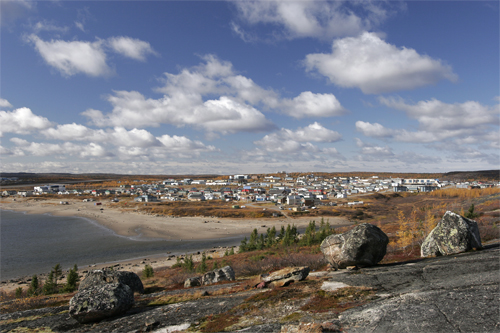
Panorama Kuujjuaq

Pierwszymi Europejczykami, którzy mieli kontakt z lokalnymi Inuitami byli bracia morawscy. 25 sierpnia 1811 roku bracia Benjamin Kohlmeister i George Kmoch, przybyli do obozowiska inuitów na wschodnim wybrzeżu rzeki Kokosak, kilka kilometrów w dół rzeki od obecnej lokalizacji osady. Ich celem było "nawrócenie eskimosów na chrześcijaństwo". Według dziennika prowadzonego przez brata Kohlmeistera, Inuici byli bardzo zainteresowani misją braci morawskich.
Około 1830 roku Kompania Zatoki Hudsona utworzyła faktorię handlową na wschodnim wybrzeżu rzeki Kokosak, 5 km od dzisiejszej lokalizacji. Była to pierwsza placówka kompanii w Nunaviku i zajmowała się handlem futrami. Placówka została zamknięta w 1842 i ponownie otwarta w 1866 roku. Handel z kompanią prowadziły społeczności Inuitów, Montagnais i Naskapi. 
Budowa bazy sił lotniczych USA, Crystal 1, która miała miejsce w 1942 roku na zachodnim brzegu rzeki, w miejscu dzisiejszej osady, spowodowała przyspieszony rozwój osady. Po drugiej wojnie światowej Stany Zjednoczone przekazały bazę rządowi Kanady. W 1948 roku utworzono misję katolicką a następnie stację opieki, szkołę i stację meteorologiczną. W 1961 roku utworzono sklep spółdzielczy. W 1975 roku wioska stała się centrum administracyjnym Kativik regionu Nunavik.